# Saint-Georges-de-Gréhaigne
 Saint-Georges-de-Gréhaigne  es una población y comuna francesa, situada en la región de Bretaña, departamento de Ille y Vilaine, en el distrito de Saint-Malo y cantón de Pleine-Fougères.

## Demografía
| 429 | 377 | 357 | 348 | 386 | 380 |
| Para los censos de 1962 a 1999 la población legal corresponde a la población sin duplicidades (Fuente: INSEE [Consultar]) |     |     |     |     |     |